# Муса ибн Шакир
Му́са ибн Ша́кир (араб. موسى بن شاكر‎) — средневековый персидский астроном, отец трёх сыновей — Мухаммада, Ахмада и ал-Хасана, выдающихся учёных, известных как Бану Муса («сыновья Мусы»).
В молодости он, как говорили, какое-то время был разбойником в Хорасане, позднее, однако, оставив преступную деятельность и занявшись астрономией. Подружившись с аль-Мамуном, который тогда ещё не был халифом и правил Хорасаном из Мерва, Муса стал его спутником и начал работать при нём астрологом и астрономом. После смерти Мусы ибн Шакира его сыновья остались на попечении аль-Мамуна.